# Tempio della Gaiola
Il Tempio della Gaiola è una chiesa di Napoli; è sita nel quartiere di Posillipo, precisamente sulla discesa della Gaiola. 

## Storia e descrizione
La struttura in questione era un tempietto di epoca romana che nel corso dei secoli è stato sottoposto a rimaneggiamenti e convertito al Cristianesimo. Questo luogo di culto, non è altro che l'ara votiva di epoca augustea inglobata nella Villa Imperiale di Posillipo di cui si conservano ancora varie tracce: marcature decorative, il timpano triangolare. Come già accennato, venne convertito al Cristianesimo e verso l'anno mille fu affidato ai monaci basiliani.
L'interno, di 25 metri quadrati, è da tempo inaccessibile. Già nel 1949 il parroco locale lo descriveva come un luogo disadorno e poco curato. La facciata verte sulla strada, mentre il suo interno, composto da una nicchia alla parete dirimpettaia all'entrata, altare tufaceo e lesene decorative, sfiora un terreno privato.
Questo luogo, nonostante faccia parte a pieno titolo del patrimonio archeologico e monumentale di Napoli, è dimenticato dalle istituzioni, necessitando di un urgente restauro.